# Barrabás (banda)
Barrabás es un grupo musical español de los años 1970.

## Historia
Barrabás nació de la mano de Fernando Arbex, quien tras la disolución de Los Brincos quiso formar un grupo en el que se combinase la riqueza instrumental de las formaciones sinfónicas con los ritmos y percusiones latinas, así como con el funk, al igual que estaban haciendo otras formaciones como Santana, Mandrill y Osibisa.
Arbex creó Barrabás en 1971, tras la separación de su efímera banda Alacrán. Junto al bajista y vocalista de Alacrán, Iñaki Egaña, que con anterioridad había estado en Los Buenos, se unirían algunos músicos para el álbum de debut que se editaría el siguiente año. Arbex sólo tocaría la batería en la grabación de este primer disco, conocido como Barrabás, Música caliente por ser el subtítulo de la cubierta posterior. Arbex nunca tocó la batería en directo con el grupo Barrabás, siendo José María Moll el baterista titular desde sus comienzos. Arbex se limitó a la composición de canciones y a la producción. Desde el segundo álbum, Barrabás Power (1973), Iñaki Egaña fue sustituido por el vocalista José Luis Tejada. Egaña volvería a la formación en 1983 para la grabación del último álbum de la banda.
Uno de sus mayores éxitos, incluido en su primer álbum, fue "Woman", que llegó a colocarse en las listas de éxitos de Norteamérica, Europa y Latinoamérica, llegando a número 1 en Canadá.[cita requerida] En ese álbum también se encontraba "Wild Safari", otro éxito internacional y que dio nombre al álbum en algunos mercados como el francés. En el álbum Release Barrabas (Soltad a Barrabás en España), publicado en 1974, se encontraba "Hi-Jack", éxito internacional versionado por Herbie Mann. Esta canción fue número 1 en España durante varias semanas y se colocó también en las listas internacionales, llegando a número 1 en las listas de música negra norteamericanas.[cita requerida]
En 1975, con el creciente éxito de la música Disco, fueron unos de los primeros en editar un tema en el novedoso (por aquel entonces) formato maxisencillo. El tema elegido fue "Mellow Blow" del álbum Heart of The City en el sello norteamericano Atlantic. No sería el único ya que debido al éxito siguieron editando maxisencillos en Atlantic, como el también exitoso "Desperately" del álbum Watch Out en 1975, lo que los afianzó en el mercado de la música Funk-Disco.
Después de un paréntesis de cuatro años, en 1981 el grupo reapareció con una formación renovada. Además de José María Moll como coproductor, baterista y líder del grupo y la voz de José Luis Tejada, entraron a formar parte del grupo Koky, Armando Pelayo y Susy Gordaliza. El resultado fue el álbum Piel de Barrabás del que se extrajeron éxitos internacionales como "On The Road Again" y "Please Mr. Reagan, Please Mr. Brezhnev". En 1982 salió el álbum Bestial. El último álbum en el que intervino Arbex como productor, fue Forbidden 1983 con nueva formación: José María Moll, Iñaky Egaña y Miguel Morales.
Posteriormente, tras varios años de actuaciones y con la formación anterior sale al mercado en formato CD Barrabas Power - Abraxa 1993 con Solera Discos, que recopila los éxitos internacionales del grupo de los años 70 y 80 y, además, temas nuevos. En el año 1997 el sello Solera Discos edita el CD titulado Barrabás Grandes Éxitos con los temas de siempre remasterizados. En 2000, CNR Music edita el doble álbum CD Barrabás Vive que recopila grandes éxitos y temas inéditos en español.
En el año 2000 el sello de Andorra Disconforme, reeditó los álbumes en formato CD con el nombre de "Barrabás the original", conservando los contenidos musicales originales y sacando todo el brillo de su grabación original, pero cambiando el nombre de los álbumes (como en el caso de Watch Out que se asigna al Barrabás de 1977) así como algunas de las portadas originales. El autor de su remasterización fue el fundador y productor del grupo así como el autor de la mayoría de sus éxitos Fernando Arbex.

## Discografía
Álbumes de estudio
| 1972                                                                                      | Barrabás RCA Victor        | 8 | —   |
| 1973                                                                                      | Power Ariola               | 3 | —   |
| 1974                                                                                      | ¡Soltad a Barrabás! Ariola | — | —   |
| 1975                                                                                      | Heart of the City Ariola   | — | 157 |
| 1976                                                                                      | Watch Out Ariola           | — | —   |
| 1977                                                                                      | Barrabás Ariola            | — | —   |
| 1981                                                                                      | Piel de Barrabás CBS       | — | —   |
| 1982                                                                                      | Bestial CBS                | — | —   |
| 1983                                                                                      | Forbidden CBS              | — | —   |
| " — " muestra que su lanzamiento no apareció en listas o se desconoce su posicionamiento. |                            |   |     |

Sencillos en listas
| 1972                                                                                      | Wild Safari       | 6  | —  | — | —  | —  | —  | — |
| 1972                                                                                      | Woman             | 19 | —  | — | 23 | —  | —  | 6 |
| 1973                                                                                      | Mr. Money         | 17 | —  | — | —  | —  | —  | — |
| 1974                                                                                      | Hi-Jack           | 14 | —  | — | —  | —  | —  | — |
| 1981                                                                                      | On The Road Again | 12 | 14 | 9 | 27 | 24 | 17 | — |
| " — " muestra que su lanzamiento no apareció en listas o se desconoce su posicionamiento. |                   |    |    |   |    |    |    |   |

Recopilaciones y reediciones
- Barrabás Power - Abraxa CD (Solera Discos, 1995).
- Barrabás Grandes Éxitos CD (Solera Discos, 1997).
- Wild Safari CD (Disconforme, 2000).
- Power CD (Disconforme, 2000).
- Soltad a Barrabás CD (Disconforme, 2000).
- Check Mate CD (Disconforme, 2000). Contenido de Heart Of The City con portada distinta.
- Desperately CD (Disconforme, 2000). Contenido de Watch Out con una portada inspirada en la de Piel de Barrabás cambiando el color.
- Watch Out CD (Disconforme, 2000). Contenido del Álbum Barrabás de 1977.
- Piel de Barrabás CD (Disconforme, 2000).
- Bestial CD (Disconforme, 2000).
- Forbidden CD (Disconforme, 2000).
- Barrabás Vive CD (CNR Music, 2001).
- Singles Collection CD (Divucsa Music, 2001).
- 70's Los años jóvenes - La colección CD (Divucsa Music, 2002).
- Música Caliente (Vampi Soul, 2005). Recopilación en doble vinilo.
- Barrabás, Sus primeras grabaciones (1972-1975) Doble CD (RAMA LAMA, 2005).